# Ids-Saint-Roch
Ids-Saint-Roch ist eine französische Gemeinde mit 287 Einwohnern (Stand: 1. Januar 2022) im Département Cher in der Region Centre-Val de Loire; sie gehört zum Arrondissement Saint-Amand-Montrond und zum Kanton Châteaumeillant.

## Geographie
Ids-Saint-Roch liegt etwa 44 Kilometer südsüdwestlich von Bourges. Umgeben wird Ids-Saint-Roch von den Nachbargemeinden Ineuil im Norden und Nordosten, Morlac im Osten, Saint-Pierre-les-Bois im Südosten und Süden, Maisonnais im Süden und Südwesten sowie Touchay im Westen.

## Bevölkerungsentwicklung
| Jahr                       | 1962 | 1968 | 1975 | 1982 | 1990 | 1999 | 2008 | 2019 |
| -------------------------- | ---- | ---- | ---- | ---- | ---- | ---- | ---- | ---- |
| Einwohner                  | 535  | 433  | 400  | 342  | 298  | 276  | 302  | 286  |
| Quellen: Cassini und INSEE |      |      |      |      |      |      |      |      |

## Sehenswürdigkeiten
- Kirche Saint-Martin-et-Saint-Roch aus dem 12./13. Jahrhundert, seit 1926 Monument historique

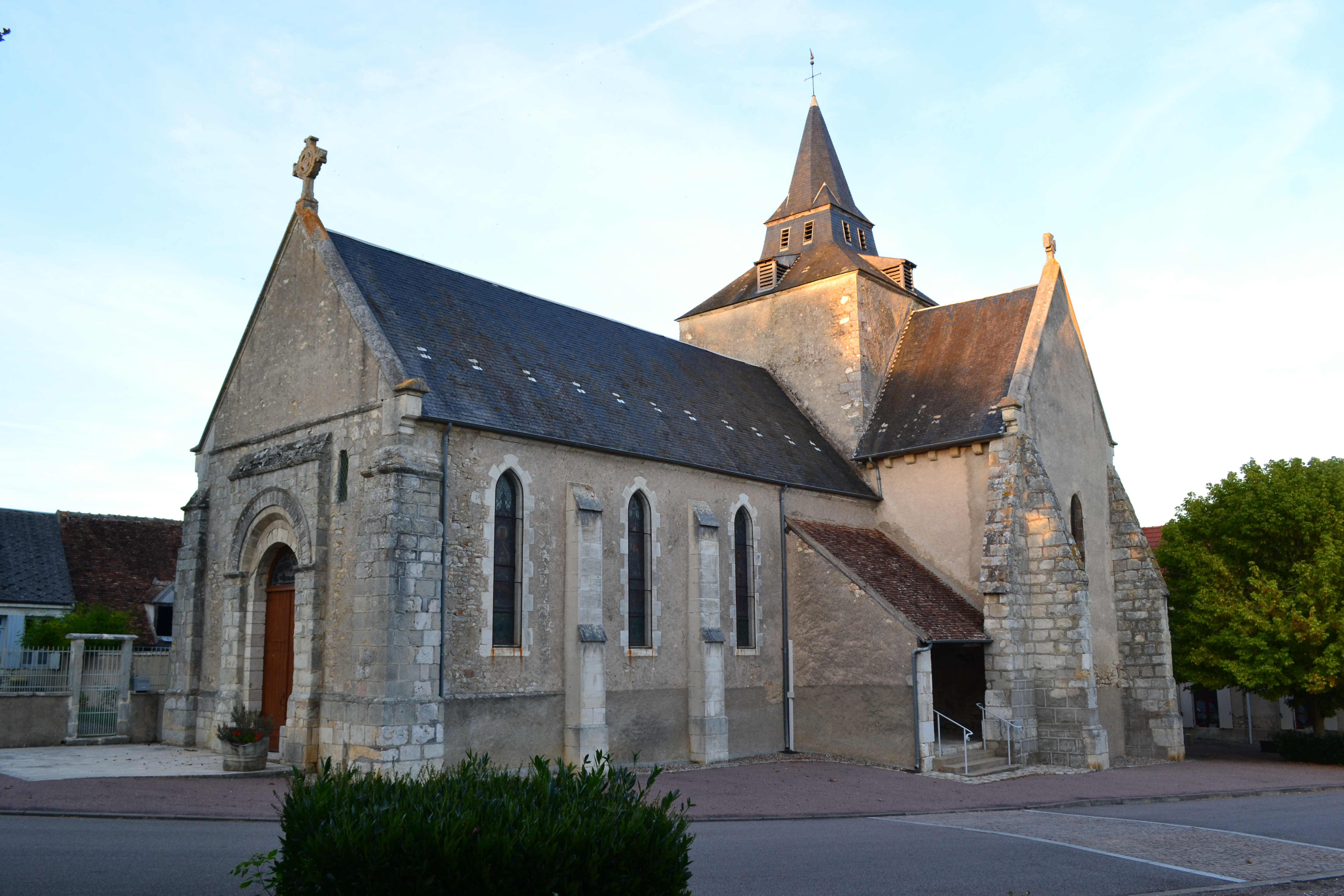
Kirche Saint-Martin-et-Saint-Roch